# Bình minh nơi đây yên tĩnh
Bình minh nơi đây yên tĩnh (tiếng Nga: А зори здесь тихие) là một phiên bản chuyển thể từ cuốn tiểu thuyết Và nơi đây bình minh yên tĩnh của nhà văn Boris Vasilyev.

## Nội dung
Ở một vùng hậu phương xa tiền tuyến, Hồng quân vào năm 1941 quyết định thành lập một tiểu đội pháo cao xạ toàn nữ để bảo vệ vùng trời Karelia. Chỉ huy nhóm chiến sĩ nữ này là Vaskov, sĩ quan dự bị duy nhất còn lành lặn mà chưa bị điều ra tiền tuyến. Sau những khó khăn làm quen ban đầu, viên sĩ quan cứng nhắc bắt đầu hòa nhập được với những người lình trẻ trung của mình, họ sống trong cảnh bình yên không hề có tiếng súng trong khi cả đất nước khi đó đang ở vào thời khắc hiểm nghèo nhất của chiến tranh.
Một ngày, các chiến sĩ nữ của Vaskov phát hiện dấu vết của hai lính dù Đức Quốc xã ở khu rừng gần nơi đóng quân của đơn vị. Vaskov quyết định dẫn năm chiến sĩ nữ là Komelkova, Brichkina, Osyanin, Chetvertak, Gurvich đi sâu vào rừng để ngăn chặn âm mưu phá hoại của người Đức. Nhưng tới vị trí phục kích, họ bất ngờ phát hiện ra rằng mình phải đối mặt không chỉ với hai, mà là cả một tiểu đội 16 lính dù Đức thiện chiến và được trang bị mạnh gấp bội. Vaskov quyết định cử một thành viên trong nhóm trở về báo tin còn anh cùng bốn chiến sĩ còn lại tiếp tục phục kích chỉ bằng súng trường và vài quả lựu đạn với hy vọng sẽ chờ được tiếp viện. Vaskov không ngờ rằng cô gái anh cử đi đã không bao giờ đến được đích, cô bị lạc và chết đuối trong vùng bùn lầy giữa rừng. Nhóm 5 chiến sĩ Hồng quân vừa đánh tỉa, vừa rút lui nhưng cũng không tránh khỏi thương vong, lần lượt từng cô gái của Vaskov hy sinh, chỉ còn lại một mình, Vaskov đã lừa được hai tên lính Đức cuối cùng tự trói trước khi lả đi vì vết thương nặng.
Tiểu thuyết kết thúc bằng chuyến viếng thăm của Vaskov cùng người con trai nuôi tới chiến trường xưa 20 năm sau cuộc chiến đấu cũ.

## Diễn viên
- Andrey Martynov... Fyodor Vaskov
- Olga Ostroumova... Yegenya Komelkova
- Yelena Drapeko... Lisa Brichkina
- Irina Shevchuk... Rita Osyanin
- Yekaterina Markova... Galina Chetvertak
- Irina Dolganova... Sonia Gurvich

## Hậu trường
Vào năm 1972, Xưởng phim Gorky đã quyết định giao cho đạo diễn Stanislav Rostotsky thực hiện chuyển thể điện ảnh của Và nơi đây bình minh yên tĩnh. Kịch bản chuyển thể do Rostovsky viết cùng chính nhà nhăn Boris Vasilyev. Vai trò quay phim do Vyacheslav Shumsky đảm nhiệm còn nhạc phim do nhạc sĩ Kirill Molchanov thực hiện. Phần ngoại cảnh của phim được quay ở ngay vùng Karelia còn các cảnh khác được quay trong trường quay của hãng Mosfilm. Dàn diễn viên chính của phim ngoại trừ Olga Ostroumova, người thủ vai tiểu đội phó Komelkova, đã từng nổi tiếng trong vai diễn ở bộ phim trước của Rostotsky thì các diễn viên còn lại đều chỉ mới đóng phim lần đầu. Người thủ vai Vaskov, người đàn ông duy nhất của tiểu đội cao xạ, là Andrei Martynov khi đó mới có 26 tuổi vì vậy anh đã phải hóa trang già đi để phù hợp hơn với vai diễn.

## Đón nhận
Sau khi công chiếu, Bình minh nơi đây yên tĩnh đã được đông đảo công chúng Liên Xô đón nhận, tổng cộng đã có tới 66 triệu lượt khán giả tới rạp xem bộ phim. Đây được coi là một trong những bộ phim về đề tài Chiến tranh Vệ quốc kinh điển nhất của điện ảnh Xô viết. Phim thậm chí còn thường được đưa vào chương trình học bậc phổ thông và đại học để minh họa về cuộc chiến 1941-1945. 30 năm sau ngày ra đời, trong một cuộc thăm dò ý kiến ở Liên bang Nga, Và nơi đây bình minh yên tĩnh vẫn được coi là một trong những bộ phim chiến tranh được yêu thích nhất.
Và nơi đây bình minh yên tĩnh đã nhận được rất nhiều giải thưởng điện ảnh như Giải nhất tại Liên hoan phim Toàn Liên Xô 1973 tại Alma-Ata, Giải lưu niệm tại Liên hoan phim Venezia, giải Phim hay nhất của tạp chí Màn ảnh Xô viết và Giải thưởng Nhà nước Liên Xô năm 1975 cho tập thể đoàn làm phim. Và nơi đây bình minh yên tĩnh là bộ phim thứ tư của điện ảnh Xô viết lọt đến vòng cuối cùng của Giải Oscar cho phim ngoại ngữ hay nhất, tuy nhiên nó đã thất bại trước bộ phim Pháp Le Charme discret de la bourgeoisie của Luis Buñuel.